# Vine, Zagorje ob Savi
Víne (nadmorska višina 406 m) so naselje v Občini Zagorje ob Savi. Do naselja vodi asfaltirana cesta iz Zagorja ali Kotredeža, iz naselja pa gozdne pešpoti v Zavine (mimo Vinskega Vrha, 616 m) in naprej prek Klančiš proti Čemšeniški planini, mimo Vinske skale v Loke in Kisovec, ter proti zagorskem parku Evropark naprej v Kotredež. Prebivalci se ukvarjajo predvsem z živinorejo, ali se vozijo na delo v bližnje mesto.
Vrh hriba, na mestu, kjer so leta 1506 postavili kapelo gamberške gospode, stoji pozneje dozidana podružnična cerkev Sv. Janeza Evangelista, s freskami, ki so jih znova odkrili in obnovili v 1970. letih.